# Tangen Station (Randsfjordbanen)
|  | Ikke at forveksle med Tangen Station på Dovrebanen. |
Tangen Station (Tangen holdeplass) er en tidligere jernbanestation på Randsfjordbanen, der ligger i Ringerike kommune i Norge. Stationen blev åbnet som trinbræt 18. juli 1946. Betjeningen med persontog ophørte 7. januar 2001, men stationen, der består af et spor og en perron med et læskur, fremgår dog stadig af Jernbaneverkets stationsoversigt. Stationen ligger med udsigt over Nordfjorden, en del af Tyrifjorden der med et areal på 137,38 km² er Norges femtestørste indsø.